# Miliduch
Miliduch (zm. 806) łac. Miliduoch, Melito, Nusito – książę serbołużyckiego związku plemiennego. 
By móc stawiać opór państwu Franków jednoczył plemiona serbskie w związek ponadplemienny, analogicznie jak to się działo na północy Połabia. W 806 r. Frankowie, pod wodzą Karola Młodszego, zorganizowali wielką ekspedycję mającą ukrócić zjednoczeniowe zapędy Słowian. Na czele plemion serbskich stawił opór najeźdźcom nad Łabą. Książę Miliduch zginął w trakcie, przegranej przez Słowian, walnej bitwy, co skutkowało trwałym podporządkowaniem plemion serbołużyckich Imperium Frankijskiemu.
Wspomina o nim Chronicon Moissiacense (...wtedy to został zabity Miliduch, król zarozumiały, który rządził u Serbów..., Milito, rex superbus, qui regnabat in Siurbis) oraz Einhardi annales (in qua expeditione Miliduoch Sclavorum dux interfectus est... - w której to wyprawie Miliduch, książę słowiański został zabity). Użyte w pierwszym przypadku łacińskie rex, czyli król, jest przesadzone, ale stanowi zapewne nobilitację męża, któremu udało się zjednoczyć plemiona serbskie oraz stanąć na ich czele.